# Cortes de la Frontera

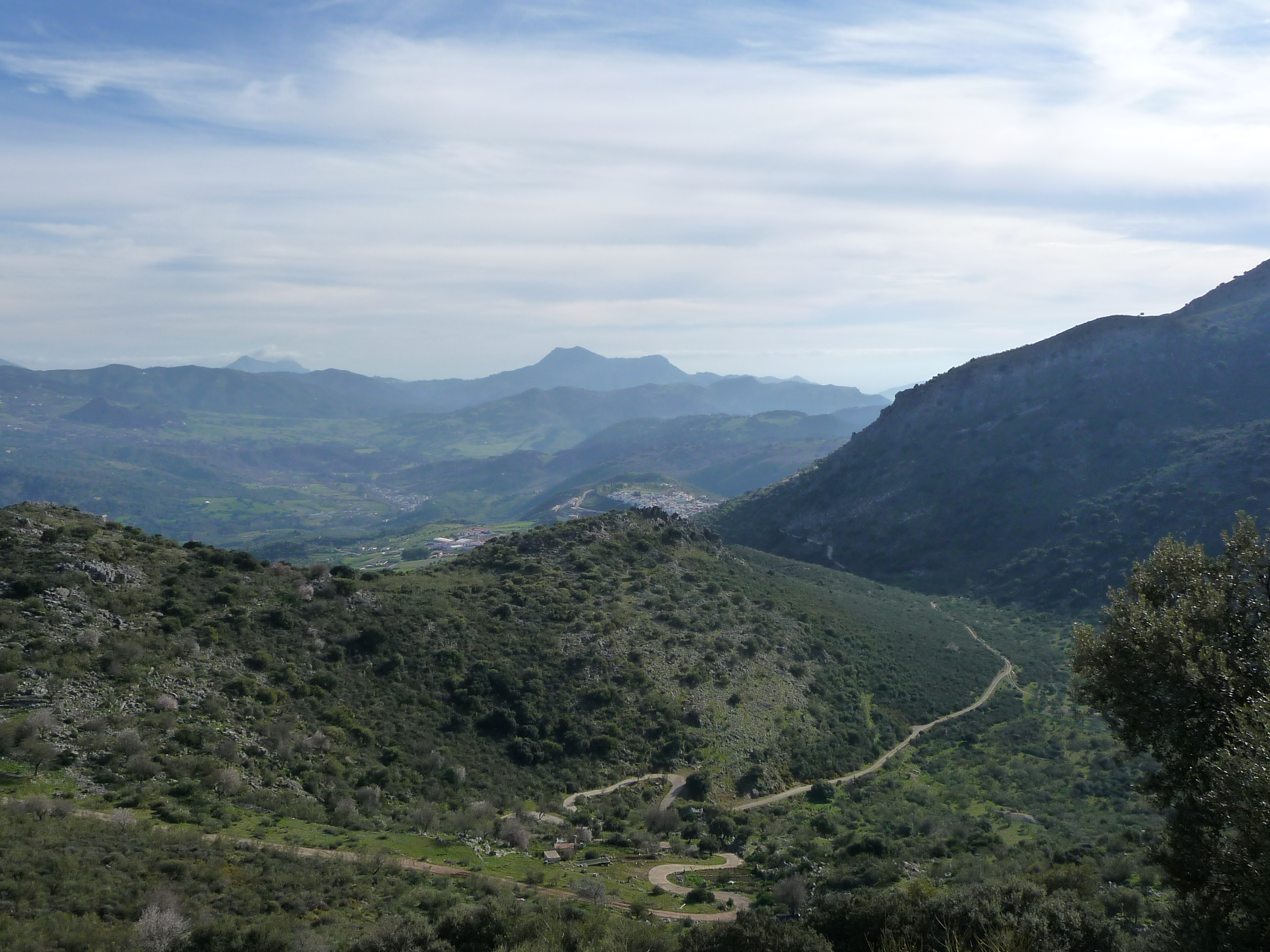
Widok na Cortes de la Frontera

Cortes de la Frontera – miasto w południowej Hiszpanii w Andaluzji leżące w prowincji Malaga u ujścia rzeki Guadiaro do Morza Śródziemnego, ok. 160 km od Malagi. Większość obszaru zajmują dwa parki i góry. W mieście produkowane są wyroby ceramiczne i skórzane.